# Blue Moon (film, 2025)
Pour les articles homonymes, voir Blue Moon.
Pour plus de détails, voir Fiche technique et Distribution.
Blue Moon est un film américain réalisé par Richard Linklater et sorti en 2025. Il s'agit d'un film biographique sur le parolier américain Lorenz Hart.
Il est présenté en avant-première à la Berlinale 2025.

## Synopsis
En 1934, le parolier Lorenz Hart célèbre le succès de son ancien partenaire Richard Rodgers le soir de la première de sa comédie musicale Oklahoma ! sur la scène du théâtre de Broadway.

## Fiche technique
Sauf indication contraire, les informations mentionnées dans cette section peuvent être confirmées par la base de données cinématographiques IMDb,  présente dans la section « Liens externes ».
- Titre original : Blue Moon
- Réalisation : Richard Linklater
- Scénario : Robert Kaplow
- Musique : Graham Reynolds
- Direction artistique : Alice Murphy et Aisling O'Callaghan
- Décors : Susie Cullen
- Costumes : Consolata Boyle
- Montage : Sandra Adair
- Photographie : Shane F. Kelly
- Production : Mike Blizzard, Richard Linklater et John Sloss
  - Production exécutive : Lisa Crnic, Donna Eperon, Steven Farneth, Macdara Kelleher, John Keville, David J. Kingland et Aaron J. Wiederspahn
- Sociétés de production : Detour Film Production et Sony Pictures Classics
- Sociétés de distribution : Sony Pictures Classics
- Pays de production :  États-Unis
- Langue originale : anglais
- Genre : drame biographique
- Date de sortie :
  - Allemagne : 18 février 2025 (Berlinale)

## Distribution
- Ethan Hawke : Lorenz Hart
- Margaret Qualley : Elizabeth Weiland
- Bobby Cannavale : Eddie
- Andrew Scott : Richard Rodgers
- Jonah Lees : Morty Rifkin
- Simon Delaney : Oscar Hammerstein II
- Cillian Sullivan : Stephen Sondheim
- Patrick Kennedy : E. B. White
- John Doran : Weegee

## Production

### Attribution des rôles
Dès l'annonce du projet, la distribution est annoncée avec l'arrivée d'Ethan Hawke, Margaret Qualley, Andrew Scott et Bobby Cannavale.

### Tournage
Le tournage se déroule dès juillet 2024 à Dublin, en Irlande.

## Distinction

### Récompense
- Berlinale 2025 : Ours d'argent du meilleur second rôle pour Andrew Scott

### Sélection
- Berlinale 2025 : sélection officielle, en compétition pour l'Ours d'or